# Wiener Email
Als Wiener Email bezeichnet man kostbare Zierobjekte mit Emailmalerei, die in Wien in der zweiten Hälfte des 19. Jahrhunderts von Gold- und Silberschmieden während der Epoche des Historismus gefertigt wurden, ihre Hochblüte erlebte sie während der Makart-Zeit, also der 1870er Jahre. Wien entwickelte sich zu der Zeit als drittes bedeutendes Zentrum der Emailkunst neben Paris und Limoges. Stilistisch bedienten sich die Künstler einerseits der Renaissance - vor allem in der Ornamentik -, die sie zu überhöhen versuchten, andererseits der Formensprache von Watteau und des französischen Rokoko mit seiner Darstellung der Galanterie. Als Element des Gesamtinterieurs war Wiener Email Teil des Makartstils. 

## Geschichte
Um 1850 begann das Interesse vor allem der aufstrebenden neuen Schicht des Bürgertums an der Renaissance und damit deren Kunstfertigkeit im Umgang mit der freien Emailmalerei zu erwachen. Eine 1866 abgehaltene Retrospektive in Limoges, dem über Jahrhunderte gewachsenen europaweiten Zentrum der Emailkunst, steigerte die Nachfrage an derartigen Objekten. Drei weitere Ausstellungen in Frankreich und Deutschland in den 1880er Jahren taten ein Übriges, eine regelrechte Wiedergeburt der Emailmalerei im Renaissancestil einzuläuten.
Die damals entstandenen Prunkgefäße sind entweder in Purpurcamaieu oder buntem Email mit Silbermontierungen gestaltet, mit biblischen oder mythologischen Szenen bemalt und mit einer detailfreudigen Ornamentik ausgestaltet.
Hermann Böhm (oder Boehm) war mit Hermann Ratzersdorfer der führende österreichische Künstler der revivalistischen Goldschmiedearbeit. Er arbeitete an Modellen, die in den kaiserlichen Sammlungen in Wien oder den Grünen Gewölben in Dresden aufbewahrt oder in Luxuskunstpublikationen gezeigt wurden, und nutzte die lokalen Talente in bemalten Emails und Hartsteinarbeiten, um neue Renaissanceobjekte von „Rothschild“-Pracht für eine internationale Kundschaft zu schaffen. Die Firma wurde 1866 gegründet und im frühen 20. Jahrhundert als Hermann, Hugo und Max Bohm (eine Marke ist nur für Hermann eingetragen) und zwölf Arbeiter registriert. Auf der Wiener Ausstellung 1873 zeigten sie einen „Turnierschild und Waffen im antiken Stil“ verschiedene Galanterien und „Schmuckstücke in Limoges-Emaille“ und erhielten eine Auszeichnung für ihre Verdienste. 1890 bewarben sie „Kunstwerke in Gold, Silber, Emaille, Bergkristall und Lapislazuli“, während 1898 die Firma als „Emaille und Stücke im antiken Stil“ identifiziert wurde.
Die meisten Stücke der Wiener Emailkunst gingen in den Export, und dort vor allem als Viennese Enamels nach Großbritannien und in die Vereinigten Staaten.

## Vertreter
- Hermann Böhm
- Hermann Ratzersdorfer
- Jakob Wasserberger
- Simon Grünewald
- Ludwig Politzer

## Bibliografie
- Neuwirth, Waltraud: Lexikon Wiener Gold- und Silberschmiede und ihre Punzen 1867–1922. Wien 1976.
- Mundt, Barbara: Historismus. München 1981, S. 318–321.